# Treoză
Treoza este o monozaharidă cu formula moleculară C4H8O4. Este o aldoză, mai exact o aldotetroză, și are doi stereoizomeri: D-treoza și L-treoza.
Prefixul „treo-”, provenit de la denumirea acestei aldoze, este folosit în stereochimie pentru denumirea structurilor organice care conțin centre de chiralitate în mod analog cu tetroza, adică o orientare de tip sin.

Proiecțiile Fischer corespunzătoare celor doi enantiomeri ai tetrozei